# Trakt Królewski w Lublinie

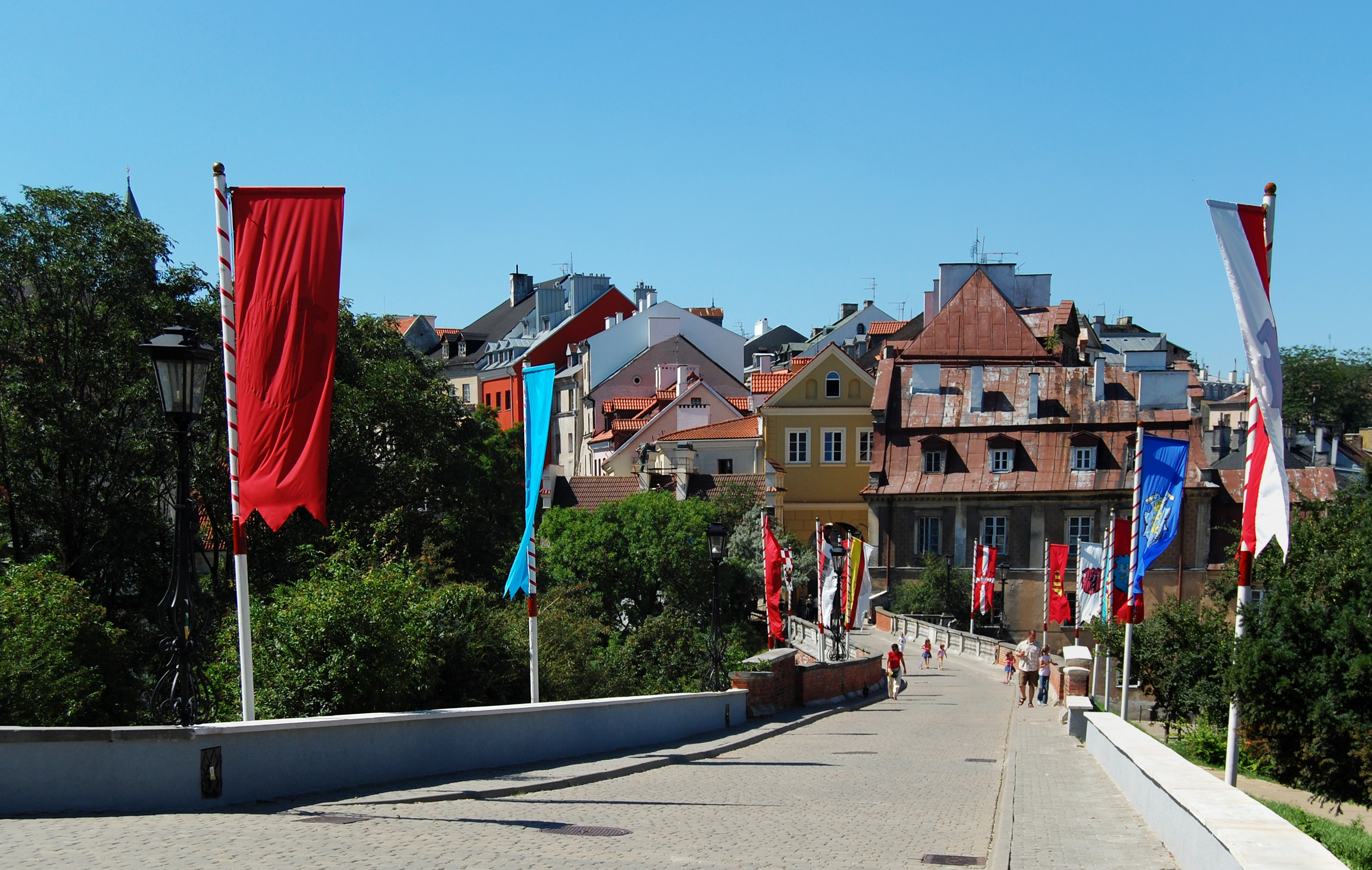
Widok na Stare Miasto spod zamku lubelskiego

Trakt Królewski w Lublinie – szlak komunikacyjny na Starym Mieście w Lublinie.
Wiódł ze Wzgórza Zamkowego, kamiennym mostem przez Bramę Grodzką, do Starego Miasta (w tym przez dzielnicę żydowską), następnie ulicą Grodzką, przez Bramę Krakowską oraz plac Łokietka połączony z Krakowskim Przedmieściem. Historycznie trakt prowadził ulicami: Szeroką (zburzoną w czasie II wojny światowej), następnie ul. Kowalską i ul. Świętoduską, do Bramy Krakowskiej.
Wzdłuż Traktu Królewskiego znajduje się szereg zabytkowych budowli, m.in. Zamek Królewski, ruiny po farze, Apteka-Muzeum, budynki ratuszy: Starego (Trybunału Koronnego) i Nowego, zabytkowe kamienice.